# 豊明市立栄小学校
豊明市立栄小学校（とよあけしりつ さかえしょうがっこう）は、愛知県豊明市新栄町にある市立小学校。校訓は「よく考え ゆたかに たくましく」。豊明市南西部の丘陵にある。

## 歴史

### 年表
- 1970年（昭和45年）9月 - 愛知郡豊明町の豊明町立豊明小学校分校として設立。
- 1971年（昭和46年）4月1日 - 豊明町立豊明小学校から分離されて豊明町立栄小学校が開校。
- 1972年（昭和47年）8月1日 - 豊明町が市制施行して豊明市が発足したことで豊明市立栄小学校に改称。
- 1975年（昭和50年）4月1日 - 栄小学校から豊明市立大宮小学校が分離独立。
- 1980年（昭和55年）4月1日 - 栄小学校から豊明市立舘小学校が分離独立。
- 1998年（平成10年）10月1日 - 校内に豊明市立図書館栄分室を開設。

### 沿革

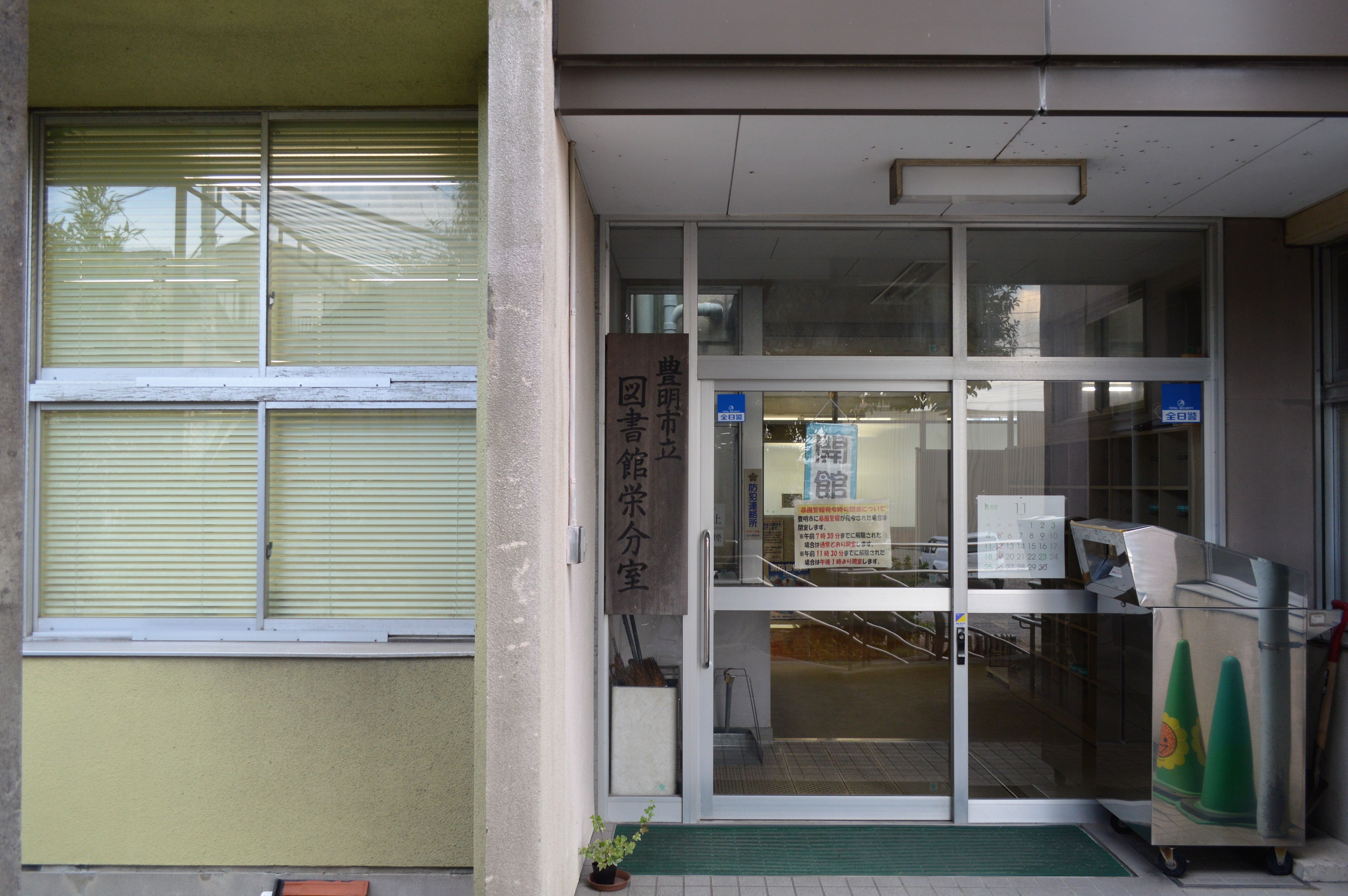
豊明市立図書館栄分室の入口

豊明町立豊明小学校の児童数が増加したことから、1971年（昭和46年）4月1日に豊明小学校から分離独立して開校した。開校当初の児童数は25学級1,005人だった。1974年（昭和49年）3月には体育館が竣工している。1974年度（昭和49年度）の児童数は32学級1,258人にまで増加したため、開校5年目の1975年（昭和50年）4月1日には栄小学校から豊明市立大宮小学校が分離独立した。しかし1979年度（昭和54年度）の児童数は39学級1,572人にまで膨れ上がり、開校10年目の1980年（昭和55年）4月1日には栄小学校から豊明市立舘小学校が分離独立した。
開校25周年を迎えた1995年度（平成7年度）の児童数は21学級716人である。ピーク時と比べて児童数が落ち着いたことから、1998年（平成10年）10月1日には空き教室を用いて豊明市立図書館栄分室が開設された。敷地の北側には栄分室専用の入口があり、栄分室と校舎の他部分を利用者が行き来できないように区切られている。2007年度（平成19年度）には文部科学省から国語力向上モデル事業の研究指定を受けた。2010年度（平成22年度）には開校40周年を迎え、2014年度（平成26年度）には学校公式キャラクターを制定した。2016年度（平成28年度）の児童数は21学級614人、2017年度（平成29年度）の児童数は609人である。

### 児童数の変遷
『愛知県小中学校誌』（2018年）によると、児童数の変遷は以下の通りである。
| 1971年（昭和46年） | 1006人 |  |
| 1977年（昭和52年） | 1334人 |  |
| 1987年（昭和62年） | 887人  |  |
| 1997年（平成9年）  | 665人  |  |
| 2007年（平成19年） | 666人  |  |
| 2017年（平成29年） | 609人  |  |

## 地理

### 通学区域
豊明市学校教育課による通学区域は以下の通り。進学先中学校は豊明市立栄中学校。
- 前後町
  - 大代の一部、善江の一部、五軒屋の一部、宮前の一部、螺貝の一部、三ツ谷の一部
- 栄町
  - 大原、大蔵下、上姥子、山ノ神、大根の一部、殿ノ山の一部、姥子、南舘の一部、舘の一部、下原の一部、九左山
- 新栄町
  - 1丁目、2丁目、3丁目、4丁目、6丁目、7丁目。

### 校区内の主な施設
- 尾三消防組合 豊明消防署南部出張所[5]
- 落合公園[5]
- 豊明前後郵便局[5]
- 豊明新栄郵便局[5]
- 名鉄名古屋本線 前後駅